# Babot-kúti-forrásbarlang
A Babot-kúti-forrásbarlang Magyarország megkülönböztetetten védett barlangjai között van. Az Aggteleki Nemzeti Parkban található. Az Aggteleki-karszt és a Szlovák-karszt többi barlangjával együtt 1995 óta a világörökség része.

## Leírás
A Kecső-völgyben, Aggtelek külterületén, a völgytalp északi részén, erdőben nyílik. A Babot-kutat jelölik a turistatérképek. Egyszerűbb Jósvafőről, a völgy alján található szekérúton megközelíteni. Jósvafő szélétől körülbelül egy kilométerre, a szekérútból jobbra kiágazó, a völgy északi oldalán található úton kell körülbelül 400 métert menni, a forrás kerítéssel körülvett védőterületéig. A bejáratának a felszíni környezete betontámfallal meg van erősítve, ahol egy betonlépcső található. A mesterséges táró bejárata íves, vízszintes tengelyirányú, 1,8 méter magas, 1,4 méter széles és egy vasráccsal van lezárva. Jelenleg az Északmagyarországi Regionális Vízművek kezeli és a környezete vízmű védőterület.
Középső triász, wettersteini mészkőben, tektonikus törésvonal mentén kialakult, aktív forrásbarlang. A kifolyó víz korróziója és a karsztvízszint alatti oldódás hatására jött létre. Egyszerű térformájú, a járatai északra tartanak. Mindig folyik az alján a víz. Az alaposan megváltoztatott, szinte teljesen mesterséges jellegű barlangban műszaki berendezések, épített műtárgyak figyelhetők meg, gát, 32 méter hosszú bejárati táró, ülepítő medence, három tolózár, járda és lépcső. Vezetékes műtárgyak is vannak benne, világítás, csatorna és vízvezeték. A vízszintes kiterjedése 32 méter. Az ülepítő medencébe természetes járatokból folyik a víz, amelyekbe körülbelül fél-egy méter hosszan be lehet látni. Az ülepítő medencén túli, természetes barlangszakaszról nincs térkép és ennek a résznek a hosszáról nincs adat, de szóbeli közlés alapján, a medencén túl, a barlang néhány méter után járhatatlanná szűkül. Denevérek is előfordulnak benne. A barlang jelenleg nem látogatható.
2006-ban volt először Babot-kúti-forrásbarlangnak nevezve a barlang az irodalmában. Előfordul a barlang az irodalmában Babotkút-barlang (Berhidai, Cser, Holl 1981), Babot-kút-forrásbarlang (Sásdi 1995), Babot kúti barlang (Sásdi 1995), Babot-kút melletti barlang (Sásdi 1990), Kecső-völgyi-ördöglyuk (Kordos 1984), Kecső-völgyi Ördög-lyuk (Bertalan, Schőnviszky 1973–1974), Kecső-völgyi ördöglyuk (Bertalan 1976), Kecsővölgyi ördöglyuk (Jaskó 1933), Kecső völgyi Ördöglyuk (Sásdi 1995), Ördög-lyuk (Strömpl 1912) és Ördöglyuk (Bertalan 1976) neveken is.

## Kutatástörténet
A Földtani Közlöny 1912. évi évfolyamában napvilágot látott, Strömpl Gábor által írt publikációban az olvasható, hogy a Kecső felé vezető út mentén lévő Babos-völgyben ravaszlyuk helyezkedik el. Az Ördög-lyuk járható ürege Kecső határának DNy-i sarkában, egy 410 m magas tetőn található. Mellette van a Róka-lyuk. Az 1933-ban megjelent, Jaskó Sándor által írt tanulmányban Jaskó Sándor az esetleges további kutatások miatt felsorolta a Baradla-barlang közvetlen környékén lévő barlangokat. A felsorolás szerint a száraz és majdnem vízszintes barlangok közé tartozik a Kecsővölgyi ördöglyuk, amely 22 m hosszú, keskeny és magas folyosó. A publikációban van egy helyszínrajz, amelyen megfigyelhető a Baradla-barlang környékén lévő barlangbejáratok földrajzi elhelyezkedése. A térképet Jaskó Sándor készítette. A helyszínrajzon látható a 3-as számmal jelölt Kecsővölgyi ördöglyuk bejáratának földrajzi elhelyezkedése.
Az 1953-ban kiadott, A Békebarlang felfedezése című könyvben le van írva a barlang feltárása. Az ismertetés szerint az állandó bő vízhozamból, a jól karsztosodó kőzetből és a Babot-kút által a felszínre hozott kvarckavicsokból arra lehet következtetni, hogy a Babot-kút nevű karsztforráshoz a Gömöri-karszt egyik leghatalmasabb cseppkőbarlangja tartozik. Ez a barlangrendszer valószínűleg majdnem a forrásig járható, csak az utolsó rövid részen van eltömődve a barlangrendszerből besodort patakhordalékkal. Az óriási barlangrendszer feltárása Jakucs László feltételezése szerint néhány hónapos munkával, a hordalékdugó eltávolításával és a forrás vízszintjének süllyesztésével megoldható. Az 1960-as évek elején vonták be a forrást a vízellátásba és ettől kezdve nem lehetett a barlangot barlangkutatóknak kutatni. Szóbeli közlésből ismert, hogy ebben az időszakban is megpróbálták a forrás mögötti járatokat feltárni, de a barlangban lévő szálkő szűkület bontása nagyon veszélyes lett volna egy működő vízműben.
A Bertalan Károly és Schőnviszky László által összeállított, 1976-ban megjelent Magyar barlangtani bibliográfia barlangnévmutatójában meg van említve az Aggteleki-karszton lévő barlang Kecső-völgyi Ördög-lyuk néven Ördög-lyuk névváltozattal. A barlangnévmutatóban meg van említve 1 irodalmi mű, amely foglalkozik a barlanggal. A Bertalan Károly által írt, 1976-ban befejezett kéziratban szó van arról, hogy Aggteleken, a Kecső-völgy bal oldalán, a Babot-kút környékén található a Kecső-völgyi ördöglyuk (Ördöglyuk). A 22 m hosszú barlang egy hosszú, keskeny és magas folyosóból áll. A kézirat barlangot ismertető része Strömpl Gábor 1912. évi és Jaskó Sándor 1933. évi publikációja alapján lett írva.
Az 1981. évi MKBT Beszámolóban napvilágot látott egy helyszínrajz, amelyen fel vannak tüntetve a Papp Ferenc Barlangkutató Csoport kutatási területének északnyugati részén található barlangok. A rajzon feltüntetett barlangok között látható a Babotkút-barlang név, amely valószínűleg a Babot-kúti-forrásbarlang. Az 1984-ben kiadott, Magyarország barlangjai című könyv országos barlanglistájában szerepel az Aggteleki-karszton lévő barlang Kecső-völgyi-ördöglyuk néven Ördöglyuk névváltozattal. A listához kapcsolódóan látható az Aggteleki-karszt és a Bükk hegység barlangjainak földrajzi elhelyezkedését bemutató 1:500 000-es méretarányú térképen a barlang földrajzi elhelyezkedése.

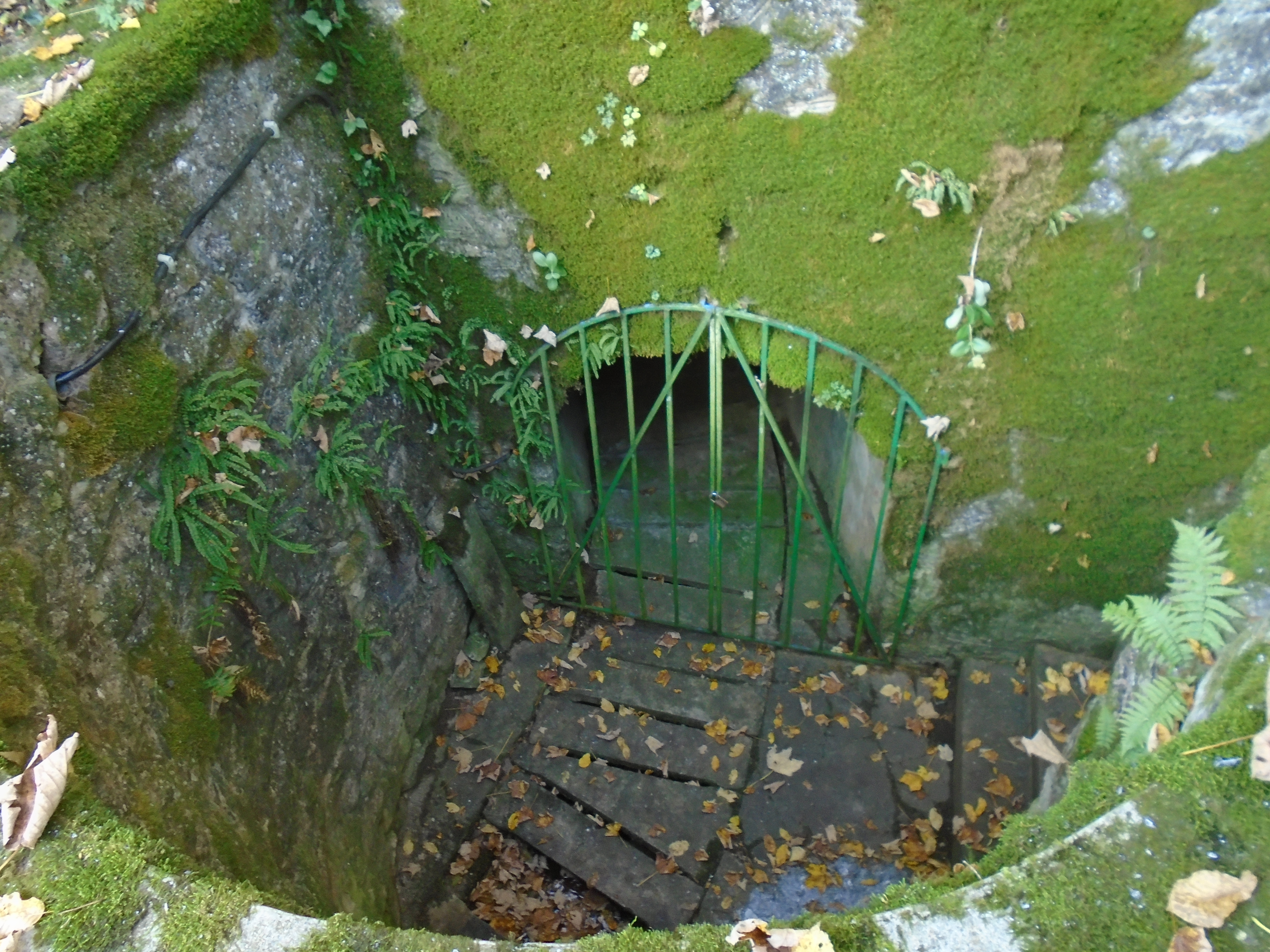
A Babot-kúti-forrásbarlang bejárata

Az 1990. évi Karszt és Barlangban publikált tanulmányban, amelyet Sásdi László írt, meg van említve a Babot-kút melletti barlang, amely valószínűleg a Babot-kúti-forrásbarlang. Azt írta Sásdi László, hogy a fosszilis barlangban talált kvarcitkavicsok például a kis mértékű hordalékeróziós barlangkialakulást jelzik. Sásdi László 1995-ben írt kéziratában az olvasható, hogy Strömpl Gábor leírása nem erre a barlangra vonatkozik, Bertalan Károlynak és Jaskó Sándornak a leírásai alapján a Babot-kúti-forrásbarlang az Imádságos-kút környékén van. A Babot-kúttól K-re van egy ősi forrásjárat, de az nem 22 m hosszú. Ennek az ősi forrásjáratnak még nem készült el a leírása. A kéziratban láthatók az aktív forrás mesterségesen feltárt járatainak fényképei. Ezekről a mesterségesen feltárt járatokról régen nem tudtak. Sásdi László javasolta, hogy a barlangnak Babot-kút-forrásbarlang legyen a neve.
A Babot-kúti-forrásbarlang 1995 óta az Aggteleki-karszt és a Szlovák-karszt többi barlangjával együtt a világörökség része. Az Aggteleki Nemzeti Park Igazgatóság működési területén lévő, 5440/14 nyilvántartási számú Babot-kúti-forrásbarlang, 2006. február 28-tól, a környezetvédelmi és vízügyi miniszter 8/2006. KvVM utasítása szerint, megkülönböztetett védelmet igénylő barlang. A 2006. évi Vespertilioban közölt tanulmány szerint 2002. augusztus 25-én Boldogh Sándor egy nagyfülű denevért, két közönséges denevért és egy Brandt-denevért észlelt a Babot-kútnál, valamint 2002. szeptember 9-én egy bajuszos denevért. Az Aggteleki Nemzeti Park Igazgatóság működési területén lévő, 5440-14 kataszteri számú Babot-kúti-forrásbarlang, 2012. február 25-től, a vidékfejlesztési miniszter 4/2012. (II. 24.) VM utasítása szerint, megkülönböztetetten védett barlang. 2016 májusában Borzsák Sarolta felmérte a barlangot, majd a felmérés felhasználásával megszerkesztette a barlang alaprajz térképvázlatát. A felmérés alapján a barlang 36 m hosszú és 2,5 m magas.